# SN 2007uz
SN 2007uz – supernowa typu Ia odkryta 30 grudnia 2007 roku w galaktyce PGC0034755. W momencie odkrycia miała maksymalną jasność 18,20m.